# Benjamín Irazábal
Benjamín Irazábal, ingeniero civil, empresario y político uruguayo perteneciente al Partido Nacional.

## Biografía
Graduado como Ingeniero civil, opción Estructural, en la Facultad de Ingeniería de la Universidad de la República, en abril de 1987. Desde entonces se dedica al sector de la construcción.
En el sector público se ha desempeñado como técnico en la Intendencia de Durazno y la Oficina de Planeamiento y Presupuesto.
Inicia su militancia política en el sector Por la Patria. Acompaña la postulación del Ing. Luis Hugo Apolo a la Intendencia de Durazno.
Fue suplente del intendente duraznense Carmelo Vidalín. En julio de 2009, ante la renuncia de éste para postularse a cargos electivos a nivel nacional, Irazábal asume la titularidad de la Intendencia. En las elecciones municipales de 2010 se postula al cargo, resultando electo para el periodo 2010-2015